# パッパラ!パラダイス 朝から早坂
『パッパラ!パラダイス 朝から早坂』（パッパラパラダイス あさからはやさか）は、1993年4月3日から1997年3月29日までテレビ朝日の土曜早朝に放送された、早坂好恵がメイン出演の情報バラエティ番組。

## 概要
料理バトルや、海外ロケなどのロケが多く、情報番組の要素を持ちながら、罰ゲームなどのゲーム性も兼ね備えた、アイドルバラエティ番組でもあった。

## 放送時間
| 放送期間 | 放送期間  | 放送時間（JST） |
| -------- | --------- | --------------- |
| 1993.4.3 | 1994.3.26 | 土曜6:00 - 6:15 |
| 1994.4.2 | 1997.3.29 | 土曜6:45 - 7:00 |

## 出演者
- 早坂好恵
- 山口リエ
- 堀江奈々
- とうほりか（東穂理香）
- 太田有美
- 岡本法子
- 遠藤久美子
- 白石琴子
- 河合美佳
- 滝本せいこ
- 来栖あつこ

早坂は番組全期間を通して出演。山口・堀江・とうほ（東穂）の3人は番組初期～中後期に出演。太田・岡本・遠藤の3人は番組中後期に出演。白石・河合・滝本の3人は番組末期に出演。番組最末期は早坂と上記の出演者の中の何人かが出演。

## ナレーター
- ケイ・グラント

## スタッフ
- 構成：水野しげゆき
- カメラ：甲斐哲明（VAN PRODUCTIONS）
- VE：堀田直人（VAN PRODUCTIONS）
- 編集：中野栄滋（パークタワーウエスト）
- MA：吉澤千鶴（パークタワーウエスト）
- 音効：山本千秋（佳夢音）
- タイトル：井澤絵里子
- ディレクター：堀川英男
- プロデューサー：吉田賢策、米田直美
- 制作協力：テレテック
- 制作：旺通コーポレーション、テレビ朝日

| テレビ朝日 土曜6:00 - 6:15枠 | テレビ朝日 土曜6:00 - 6:15枠                       | テレビ朝日 土曜6:00 - 6:15枠                  |
| 前番組                       | 番組名                                             | 次番組                                        |
| ---------------------------- | -------------------------------------------------- | --------------------------------------------- |
| ビバJリーグ                  | パッパラ!パラダイス 朝から早坂 （1993.4 - 1994.3） | 五星戦隊ダイレンジャー （再） （6:00 - 6:30） |
| テレビ朝日 土曜6:45 - 7:00枠 |                                                    |                                               |
| TVパレード                   | パッパラ!パラダイス 朝から早坂 （1994.4 - 1997.3） | 世界ペット紀行                                |